# Toni Bertorelli
Toni Bertorelli (Barge, 1948. március 18. – Róma, 2017. május 26.) olasz színész.

## Filmjei

### Mozifilmek
- E cominciò il viaggio nella vertigine (1974)
- Stangata napoletana (1983)
- Tutta colpa della SIP (1988)
- Morte di un matematico napoletano (1992)
- Pasolini, un delitto italiano (1995)
- Binari (1996, rövidfilm)
- La tenda nera (1996)
- Cous-cous (1996)
- Le mani forti (1997)
- Homburg hercege (Il principe di Homburg) (1997)
- Elvjs e Merilijn (1998)
- Besame mucho (1999)
- Il partigiano Johnny (2000)
- A szent nyelve (La lingua del santo) (2000)
- Zora la vampira (2000)
- La regina degli scacchi (2001)
- Territori d'ombra (2001)
- A fiú szobája (La stanza del figlio) (2001)
- Apám szavai (Le parole di mio padre) (2001)
- A szerelmes taxisofőr (Luce dei miei occhi) (2001)
- Vivere (2001, rövidfilm)
- Anyám mosolya (L'ora di religione (Il sorriso di mia madre)) (2002)
- Most, vagy soha! (Ora o mai più) (2003)
- L'eretico - Un gesto di coraggio (2004)
- A passió (The Passion of the Christ) (2004)
- Pontormo (2004)
- A luci spente (2004)
- La passione di Giosué l'Ebreo (2005)
- Bűnügyi regény (Romanzo criminale) (2005)
- Il caimano (2006)
- Fekete nap (Il sole nero) (2007)
- Selyem (Silk) (2007)
- L'amor cortese (2008)
- Pizzangrillo (2011, rövidfilm)
- Latin szerető (Latin Lover) (2015)
- Sangue del mio sangue (2015)

### Tv-filmek
- I Buddenbrook (1971)
- L'assedio di Firenze (1975)
- A casa, una sera... (1976)
- Una spia del regime (1976)
- Uova fatali (1977)
- Il processo (1978)
- Ricatto internazionale (1980)
- Lulù (1980)
- La ragazza dell'addio (1984)
- Cinque storie inquietanti (1987)
- Requiem per voce e pianoforte (1993)
- Mussolini – Út a hatalomig (Il giovane Mussolini) (1993)
- L'ispettore anticrimine (1993)
- Davide nyara (L'estate di Davide) (1998)
- Cronaca nera (1998)
- La strada segreta (1999)
- Una sola debole voce (1999)
- Az ifjú Casanova (Il giovane Casanova) (2002)
- A háború véget ért (La guerra è finita) (2002)
- Szent Ferenc (Francesco) (2002)
- Sospetti 2 (2003)
- Renzo e Lucia (2004)
- Menekülő gyermekek (La fuga degli innocenti) (2004)
- Virginia, la monaca di Monza (2004)
- Una famiglia in giallo (2005)
- Karol – Az ember, aki pápa lett (Karol, un uomo diventato Papa) (2005)
- De Gasperi, a remény embere (De Gasperi, l'uomo della speranza) (2005)
- A sárkány karmaiban (La moglie cinese) (2006)
- Háború és béke (War and Peace) (2007)
- Io ti assolvo (2008)
- Quo Vadis, Baby? (2008)
- Pinocchio (2008)
- Visszatérek hozzád (So che ritornerai) (2009)
- Romy (2009)
- Egyszer volt egy bolondok városa (C'era una volta la città dei matti…) (2010)
- Eroi per caso (2011)
- Tisztelet kérdése (L'onore e il rispetto) (2012)

### Tv-sorozatok
- Aeroporto internazionale (1987, egy epizódban)
- Trenta righe per un delitto (1998, egy epizódban)
- Rossella – Egy tiszta szívű asszony (Rossella) (2011, 2013, kilenc epizódban)
- A kiválasztott (Il tredicesimo apostolo - Il prescelto) (2012, négy epizódban)
- Az ifjú pápa (The Young Pope) (2016, tíz epizódban)